# Manitou Springs
Manitou Springs ist eine selbstverwaltete Gemeinde im El Paso County im US-Bundesstaat Colorado. Sie wurde im Jahr 1872 als „Manitou“ am Quellort mehrerer Mineralwasserquellen gegründet, auf die ihr neuerer Namensbestandteil „Springs“ (dt.: Quellen) verweist. Von seiner Gründung an war und ist Manitou Springs bis heute touristisch geprägt. Die Hauptstraße im Stadtzentrum ist einer der direkten Zugänge zum Fuß des Pikes Peak. Der „Barr Trail“, der sich den Pikes Peak hinaufzieht, ist von Manitou Springs aus zugänglich. Die Stadt ist Ausgangspunkt und Talstation der „Manitou and Pike's Peak Railway“, der 1889 gegründeten Zahnrad-Bergbahn zum Gipfel des Pikes Peak.
Der Zensus von 2010 ermittelte für Manitou Sperings knapp 5000 Einwohner. Mit der „Manitou Springs High School“ gibt es am Ort eine Sekundarschule.

## Geographische Lage
Manitou Springs liegt an der U.S. Route 24 am Fuße des Pikes Peak, unweit des „Garden of the Gods“, westlich der „Cave of the Winds“ (Höhle der Winde; nicht zu verwechseln mit dem gleichnamigen Hohlraum hinter den Niagara-Fällen). Im Westen von Manitou Springs liegt der Mount Manitou, im Süden der Red Mountain; der Englemann Canyon umgibt Manitou Springs im Süden und Westen.
Manitou Springs in Colorado ist nicht zu verwechseln mit Manitou Springs in Connecticut oder mit Manitou in der kanadischen Provinz Manitoba.

## Geschichte

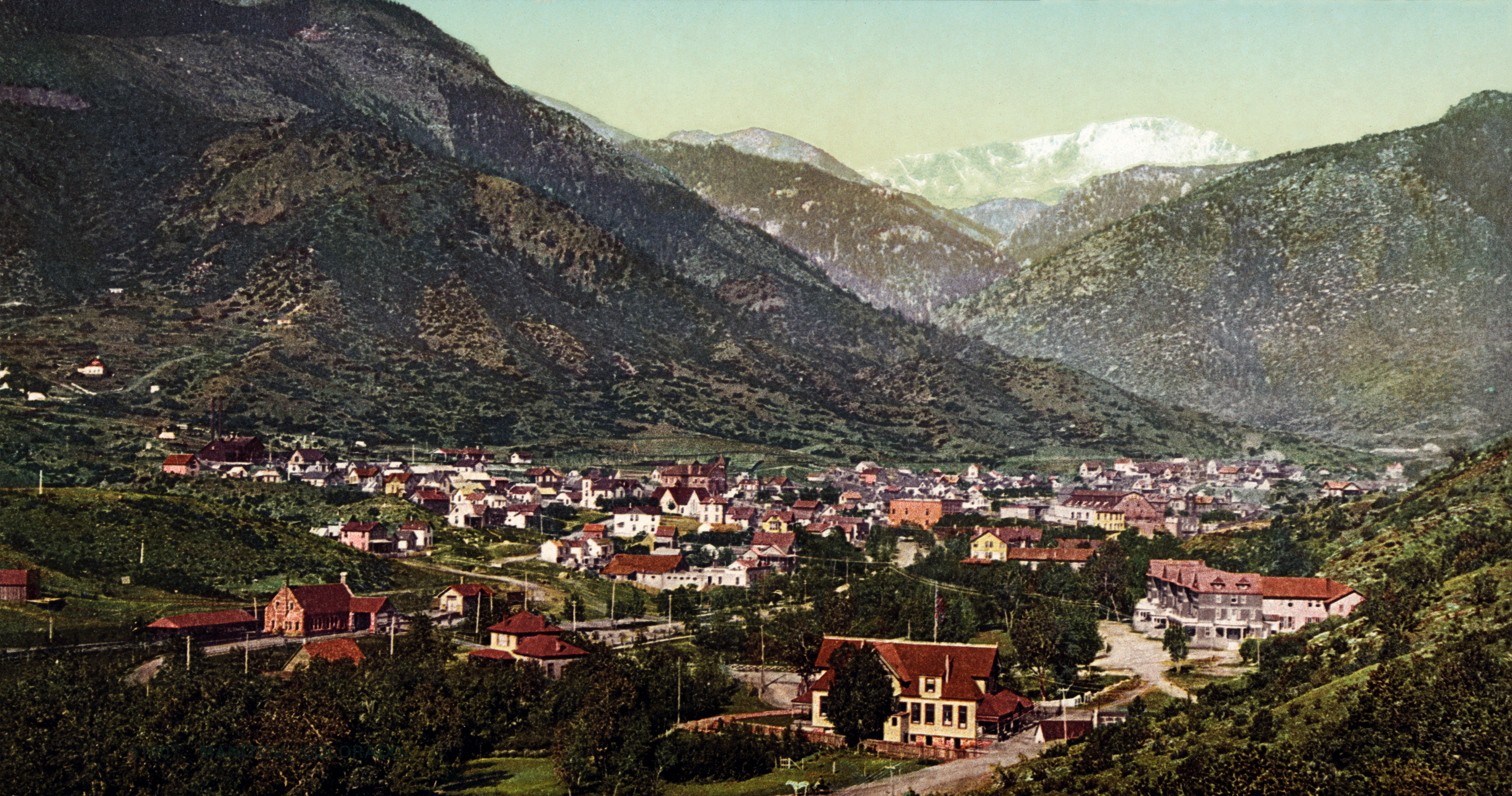
Manitou Springs, 1902. Detroit Publishing Co.

Die mineralhaltigen Wasserquellen waren den  Ute-Indianern seit langem bekannt, als Manitou Springs im Jahr 1872 durch den Bürgerkriegsveteranen General William Jackson Palmer und durch William Abraham Bell als Kurort in reizvoller Landschaft („scenic health resort“) gegründet wurde. William A. Bells Haus, das „Briarhurst Manor“, steht unter Denkmalschutz und ist heute ein Restaurant.

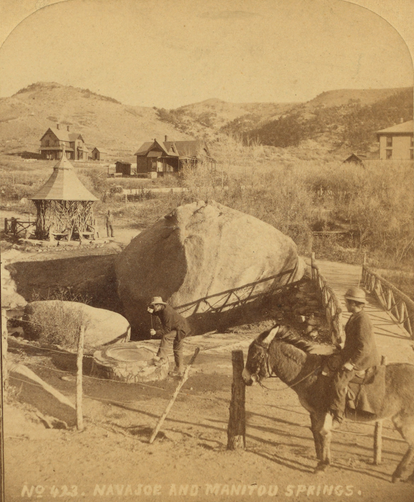
Navajo and Manitou Springs, Colorado. Aus der Sammlung stereoskopischer Fotografien von Robert N. Dennis

Die 1880 oder 1882 erbaute Congregational Church in Manitou Springs in der Pawnee Street 101 wurde von dem deutschstämmigen, US-amerikanischen Architekten Robert S. Roeschlaub aus Denver entworfen.

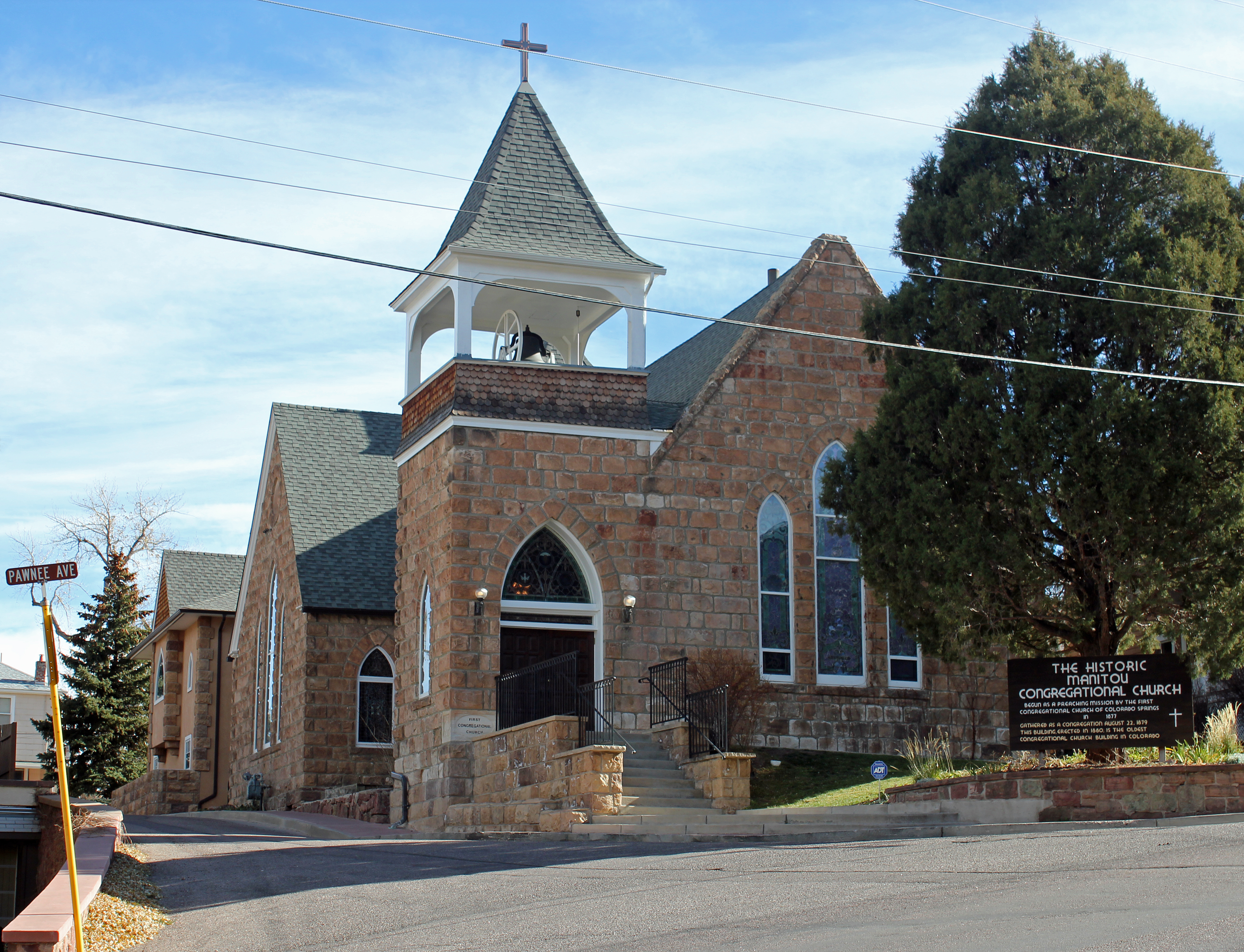
First Congregationalist Church, 101 Pawnee Avenue

1889 wurde die „Manitou and Pike's Peak Railway“ gegründet, eine Zahnradbahn auf den nahen Pikes Peak. Sie nahm 1890 ihren Betrieb zum Berghotel auf, 1891 dann bis ganz hinauf zum Gipfel. Ihr Bau wurde von David H. Moffat und Zalmon G. Simmons initiiert.
Manitou Springs wurde in den 1980er Jahren ins amerikanische Landesregister schützenswerter historischer Stätten („National Register of Historic Places“) aufgenommen. Unter anderem das Postamt von Manitou Springs (U.S. Post Office Manitou Springs Main) steht unter Denkmalschutz.
Am Nachmittag des 9. August 2013 war Manitou Springs vom Waldo-Canyon-Hochwasser betroffen, das 20 Häuser beschädigte, acht davon erheblich.